# الصفافعة
الصفافعة قرية مغربية بإقليم سيدي سليمان الساحلي، شمالي الرباط. تضم بلدة الصفافعة 18.799 نسمة (إحصاء 2004).